# Gilles Guérin
Gilles Guérin (født 1611 i Paris, død 26. februar 1678 sammesteds) var en fransk billedhugger.
Han udførte mange dekorative arbejder for Louvre og Versailles, for privatbygninger (Chateau de Maisons) og kirker og vandt især ry ved sine reliefportrætter (René Descartes i Saint-Étienne-du-Mont). Han blev medlem af Akademiet (på Vierge og Atlas) og virkede til sin død som professor ved Akademiet i Paris. To af hans mest ansete gravmonumenter, over hertugen af Vieuville (1652) og hans hustru (1663), kom til Louvre.